# Малу Миериј (Дамбовица)
Малу Миериј (рум. Malu Mierii) насеље је у Румунији у округу Дамбовица у општини Глодени. Oпштина се налази на надморској висини од 318 m.

## Становништво
Према подацима из 2002. године у насељу је живело 279 становника, од којих су сви румунске националности.